# Camarhynchus psittacula
Il fringuello arboricolo grosso (Camarhynchus psittacula Gould, 1837) è un uccello della famiglia Thraupidae, endemico delle isole Galápagos in Ecuador.

## Sistematica
- Camarhynchus psittacula psittacula
- Camarhynchus psittacula habeli
- Camarhynchus psittacula affinis